# Palazzo Massari
Pour les articles homonymes, voir Massari.
Palazzo Massari ou Palazzo Bevilacqua est un  palais nobiliaire situé dans le centre historique de Ferrare, en Émilie-Romagne.

## Histoire
Situé dans l'axe de l'Addizione Erculea, il est un des palais qui participent à l'application de la perspective au paysage urbain selon le plan d'urbanisme de 1492.
Commandité par le comte Onofrio Bevilacqua à la fin du Cinquecento, il connaît de nombreux aménagements et ajouts architecturaux au cours des siècles. Parmi les interventions les plus significatives est la construction d'une annexe au palais principal au début du XIXe siècle, de style néo-classique, et appelée le « Petit palais des Chevaliers de Malte ». L'ensemble de la propriété d'environ quatre hectares, est racheté, en 1860, par la famille Massari qui y rajoute deux pavillons-écuries : le siège du pavillon d'Art Contemporain (it) et la fondation du parc paysagiste qui gère le parc Massari, jardin public le plus fréquenté par les Ferrarais.

## Espace muséal
Le rez-de-chaussée abrite le musée Filippo De Pisis (artiste ferrarais né en 1896 et mort en 1956). Un escalier monumental mène aux étages qui abritent deux autres grands musées municipaux :
- Le Musée Giovanni Boldini dédié au grand portraitiste ferrarais.
- Le Musée du XVIIIe siècle (it).